# Auróra (közösségi tér)
Az Auróra közösségi tér egy önkormányzó kultúrközösségi központ budapesti Auróra utcában, a II. János Pál pápa tér (volt Köztársaság tér) közvetlen közelében.

## Helyszín, háttér és a megnyitás
A csendes, hangulatos közösségi központ helyszíne a VIII. kerületi Bérkocsis és Auróra utca sarkán található. Épületében (Auróra u. 11.) korábban az Observer médiafigyelő szolgálat működött. A hely kutyabarát.
A sokoldalú helyszínt civil szervezetek tartják fent, a - Király utca 50 alatt álló Wahlkampf-bérházban 2006-2013 között működött Sirályt is üzemeltető - Marom Klub Egyesület vezetésével. A 120 fő kapacitású pince koncertek és szórakoztató rendezvények lebonyolítására alkalmas. A vendéglátó egység a földszinten található KIOSZK kávézó. A 60 fő befogadóképességű nagyteremben kiállításokat, komolyabb előadásokat, műhelybeszélgetéseket és képzéseket szoktak tartani.
Az első emeleten az alábbi szervezetek bérelnek irodát:
- Alternatíva Alapítvány (Altalap) / Láthatatlan Tanoda (Rosa Parks Alapítvány)
- Közélet Iskolája / Zöld Pók Alapítvány
- Átlátszó.hu
- Pneuma Szöv. (Közmű Egyesület - Mókus csoport)
- Roma Sajtóközpont (RSK) / Utcajogász
- Budapest Pride (Szivárvány Misszió Alapítvány)

(A pince jól hangszigetelt, továbbá a szomszéd ház udvara felől az intézmény udvarát zajvédő fal és tető határolja.)
Az építkezési munkálatok közepette az első eseménysorozat az 1956-os forradalom kapcsán zajlott.
2016 tavasza végén és a nyár elején az Auróra és a Bérkocsis utca sarkán, az addig bérparkolóként üzemelő szomszédos saroktelekből kerthelyiség épült. (Benne egy családi nap formájában az első program április 23-án volt. Másnap a Népszínház Karnevál Gasztro Negyedét fogadta be.) Az Auróra utca 9.-ben a kerthelység július 8-án este nyílt meg hivatalosan a nagyközönség előtt.

## Művészet, kultúra, önkormányzás, szociális integráció
Az Auróra nyitott munkacsoportjaiban lévő tagok jó része régóta foglalkozik a művészeti-kulturális kérdések és az általánosabb társadalmi, közéleti kérdések összekapcsolásának ma érvényes lehetőségeivel Magyarországon. Ebből a szempontból különösen jó terep Budapest Csarnok negyed része.
A nyitást követően az Auróra bázisdemokrata, önkormányzó modellje és így maga a hely sok szempontból hasonlított az egykor még az olasz nagygeneráció által indított önkormányzó kultúrközösségi központok (CSOA) modelljéhez. Egész évben folyamatosan üzemelő közösségi tér. A földszint bútorzatának nagy részét eleinte az egyedi, lakkozott furnérlemezekből házilag készített tárgyak képezték, amelyek a moduláris felépítésükkel az intézmény struktúráját hivatottak szimbolizálni. Az Auróra jelentős eseménye a 2009 óta Bánkon megrendezett nyári Bánkitó Fesztivál és a különböző helyszíneken ősszel és tavasszal (Hanuka és Pészah idején) megtartott Negyed7Negyed8 fesztivál, amelynek elődje a Hanuka Fesztiválból kialakult Negyed6Negyed7 fesztivál volt.

## 2014-2015
Az Auróra első eseményei 2014 nyár végétől az önkéntes bekapcsolódásra épülő közösségi építkezési munkálatok voltak. Az első vallási programot szeptember 24-én tartották. Még az építkezési munkálatok során, október közepén került sor a leendő hely nyilvánosabb bemutatására elsősorban a környékbeli érdeklődőknek.
Az első komolyabb, számos civil szervezet november 1-ei tartósabb beköltözését megelőző rendezvénysorozat október végén a forradalmi ünnepnapok környékén volt. Az FKSE éves kiállításának záróeseménye itt zajlott, voltak filmvetítések, a Közélet iskolája segítségével is szervezett, költészettel is egybekötött társadalmi estek, amelyen többek között Konok Péter és Tamás Gáspár Miklós is előadott.
Ezt követően indultak a filmklubok, és a Kortárs Drámafesztivál egy része is már ide költözött.
2014 vége, 2015 eleje Teleki László téri stiebel régi, feltárt dokumentumait bemutató kiállítással kezdődött. A kiállítás kurátorai Fris E. Kata, Mayer Gábor, Mayer András és Székely Róbert voltak. Ezt követően nagy társadalmi esemény volt Krassó György emlékestje Háy Ágnes szervezésében.
2015. január 20-án az AurorArs projekt keretében indult az Auróra zeneművészeti sorozata, mely főleg fiatal, zeneszerzők műveire koncentrál túlnyomó részt ősbemutatókkal. Az első koncert műsorán Molnár Viktor Responses és Emszt András Urban Birds zongoradarabjai, Bujdosó Márton Nagyvárosi himnuszok duója, a Kolozsvárott végzett Borbély Lóránd Elmondatlan történetek című sorozata és házigazdaként Szervác Attila Abracadabra tánc- és cirkuszművészeti kvintett-projektjéhez készült tanulmány hangzottak el, a Netizeneszerzetek címmel is futó sorozatban ezt követően Hartl Bence, Baráth Bálint és Nagy Ákos léptek fel.
2015 februárjától ideköltözött a Jazzaj című sorozat is Rubik Ernő szervezésében. Ez a sorozat 2011 év vége óta szerdánként fut és különböző jazz-stílusokat vonultat fel, improvizatív élő performansz. A koncertek előtt minden alkalommal egy nyitott Jazzaj gyakorló kör is zajlik, így az Auróra életében ezzel is egy nagyon fontos dolog, az első művészetoktatási projekt valósult meg. A február hónap kurátora Kováts Gergő szaxofonos, free jazz és kortárs zeneszerző volt. Az első koncerten, az Évadnyitón Miro Toth ének, szaxofon, Nagy Gergely: gitár és Pándi Balázs: dob zenészekkel, a második koncerten pedig a K+AMP formációval lépett fel.
Februárig az Auróra szintén részese volt az Idealitás megteremtői című kiállítás sorozatnak. Márciustól az Auróra a dunaPart Kortárs Magyar Előadóművészeti Platform része is.

## Bezárási próbálkozások az önkormányzat részéről
2017 nyarán a VIII. kerületi önkormányzat - jobboldali politikai támadások kíséretében - jogtalanul bezáratta a KIOSZK kávézót és az akkorra már kiépült kerthelyiséget. A döntés ellen az üzemeltető jogi keresettel élt. Fény derült az eljárás jogszerűtlenségére és a hangsúly közben a valós politikai indíttatásra terelődött. A kerületi vezetés végül engedélyezte a nappali nyitva tartást. A nyitáskori bérleti szerződéssel kapcsolatos adminisztratív hibára hivatkozva az önkormányzat egy év múlva ismét próbálkozott a bezárással. (Ugyanis 2014. július 1-jére dátumozták a ház bérleti szerződését a tulajdonossal. Az üzemeltető Marom Klub Kft.-t viszont csak július 4-én jegyezte be a bíróság.) A magánterületen működő intézmény működésében jogsértő probléma vagy szabályszegés nem történt. A korábbi kerthelyiség telkén csendes, a környéket nem zavaró közösségi kertet alakítottak ki.

## Megközelítése
A hely alatt futó 4-es metró II. János Pál pápa téri állomásától közelíthető meg a legkönnyebben, ahol megáll a Blaha Lujza tértől induló és a Népszínház utcában haladó 28-as, 37-es és 62-es villamos, valamint a 99-es busz.

## Galéria

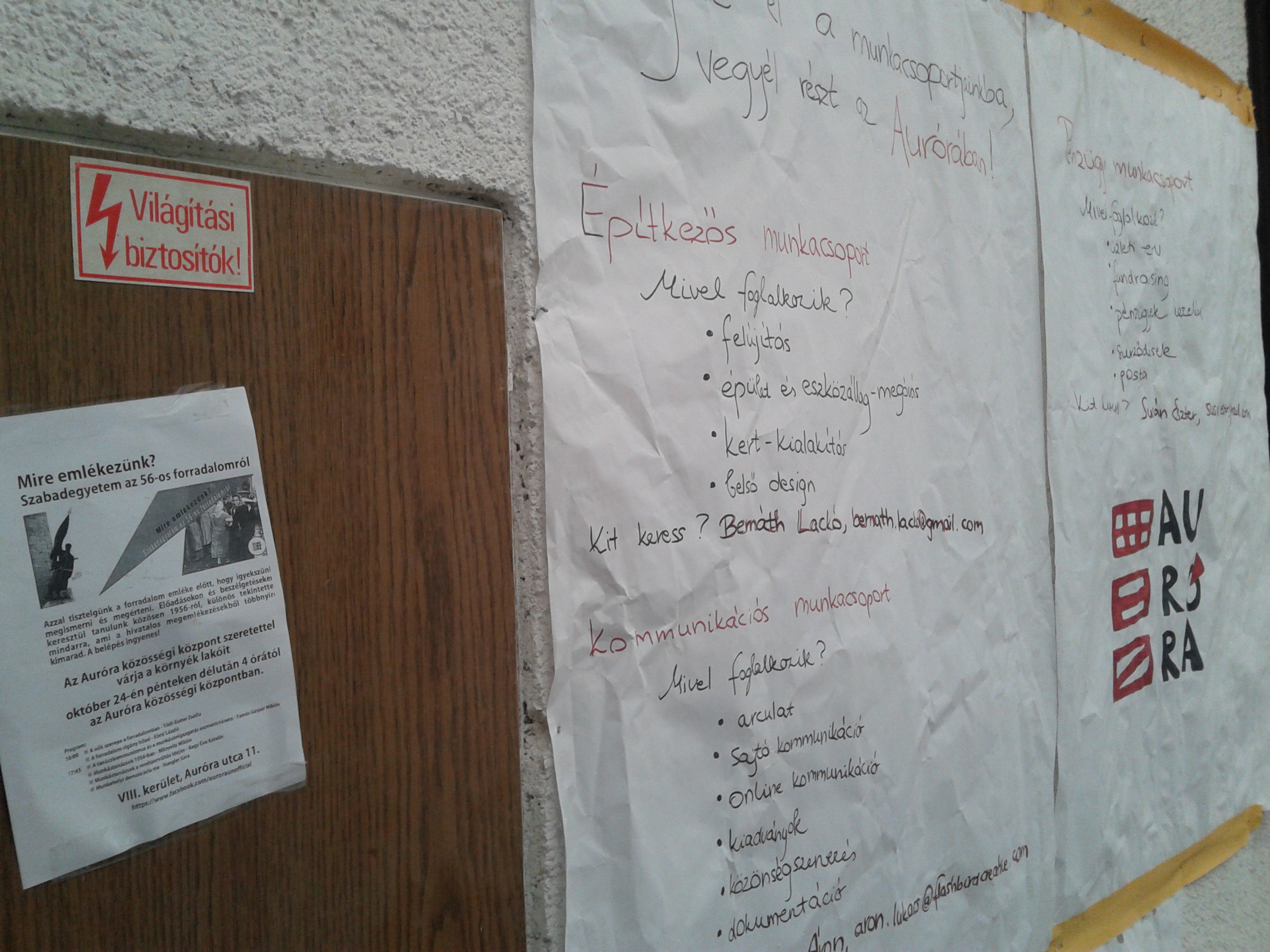
A nyitást követően bázisdemokratikus munkacsoportokon keresztül lehetett az Auróra munkájába bekapcsolódni. (Önkéntesek segítségét azóta is szívesen fogadják.)
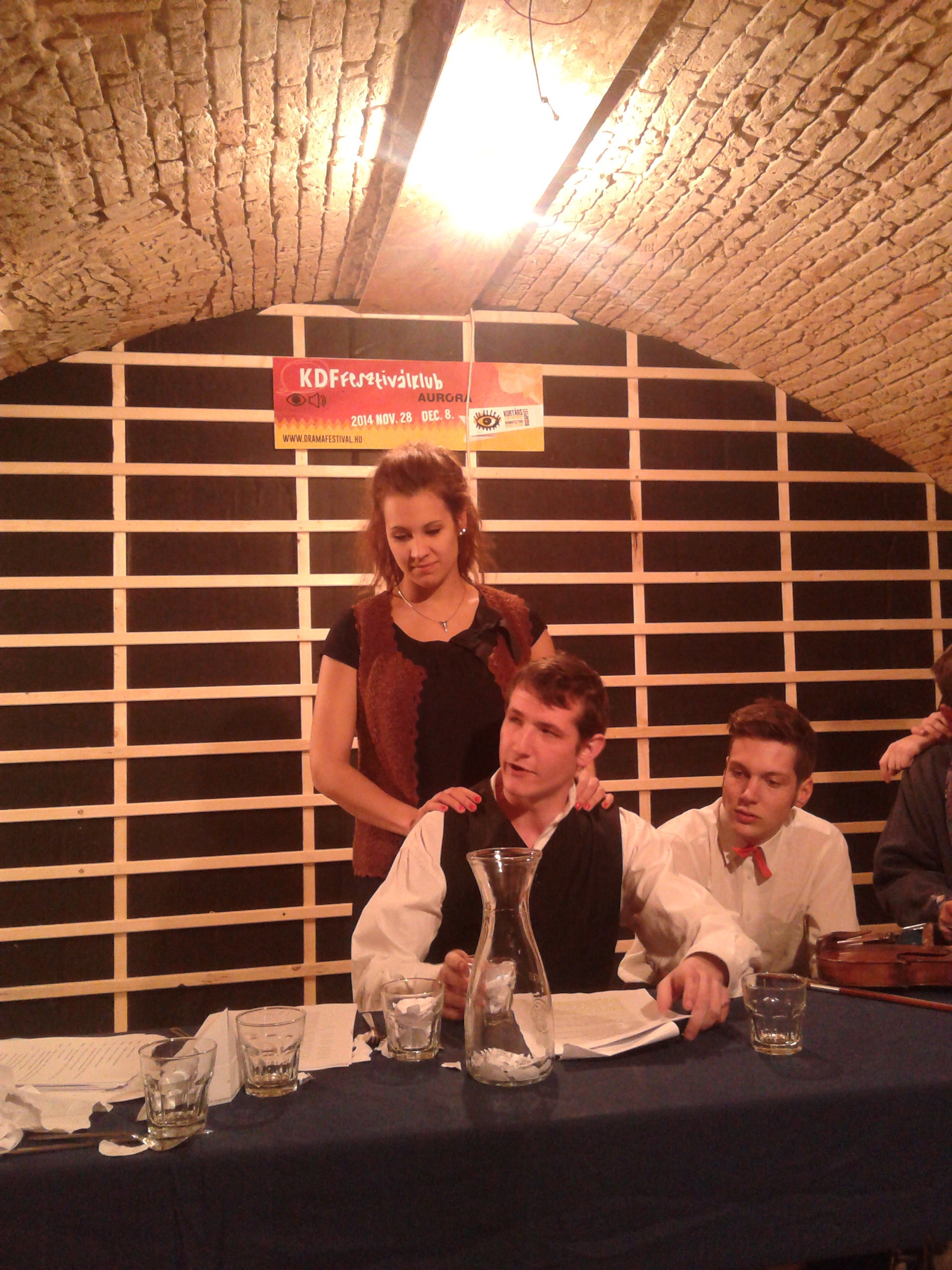
Szil Ágnes: Csak oda című darabjának bemutatója Szenteczki Zita rendezésében
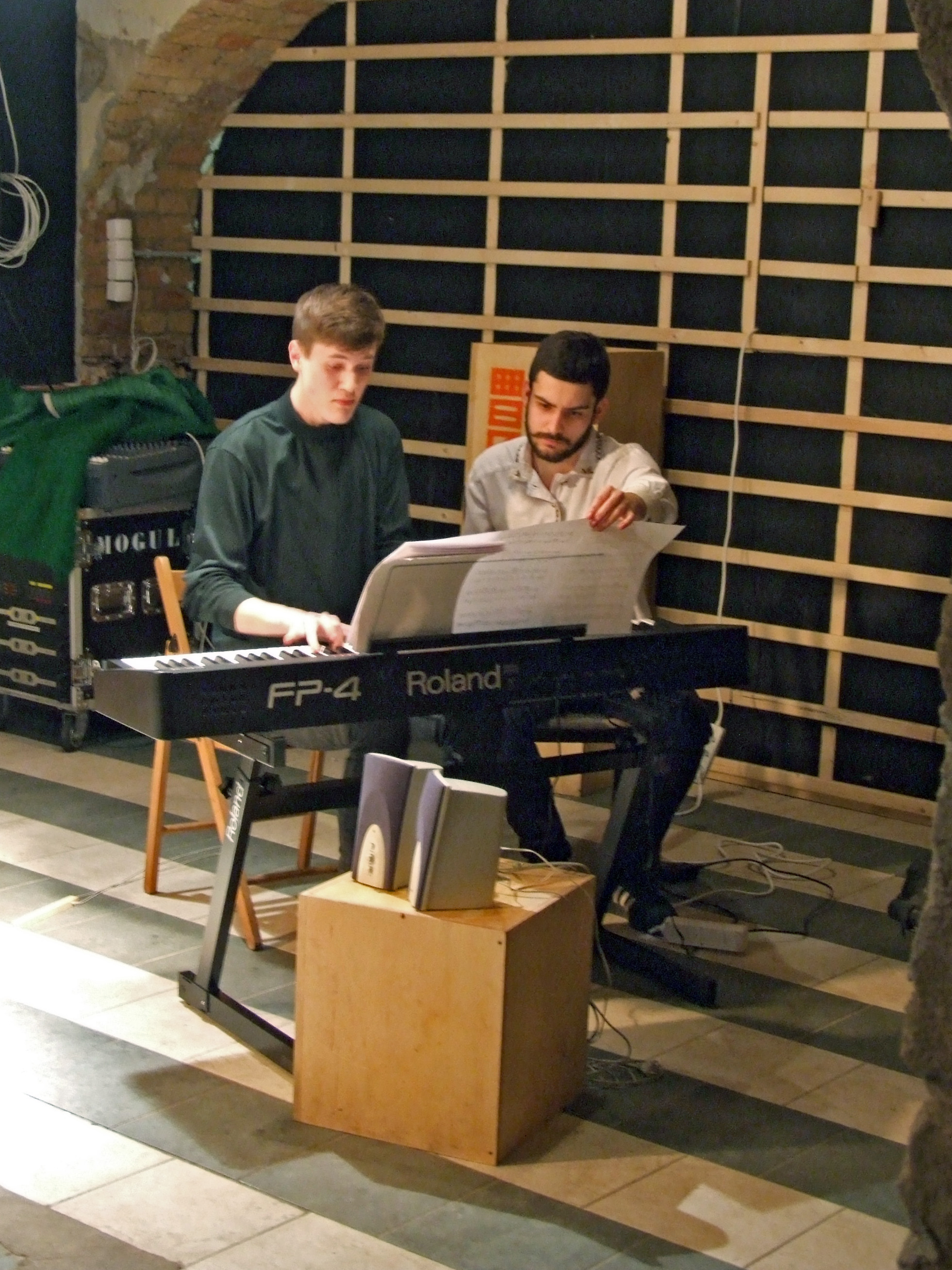
AurorArs - Molnár Viktor művét Demeter Áron adja elő
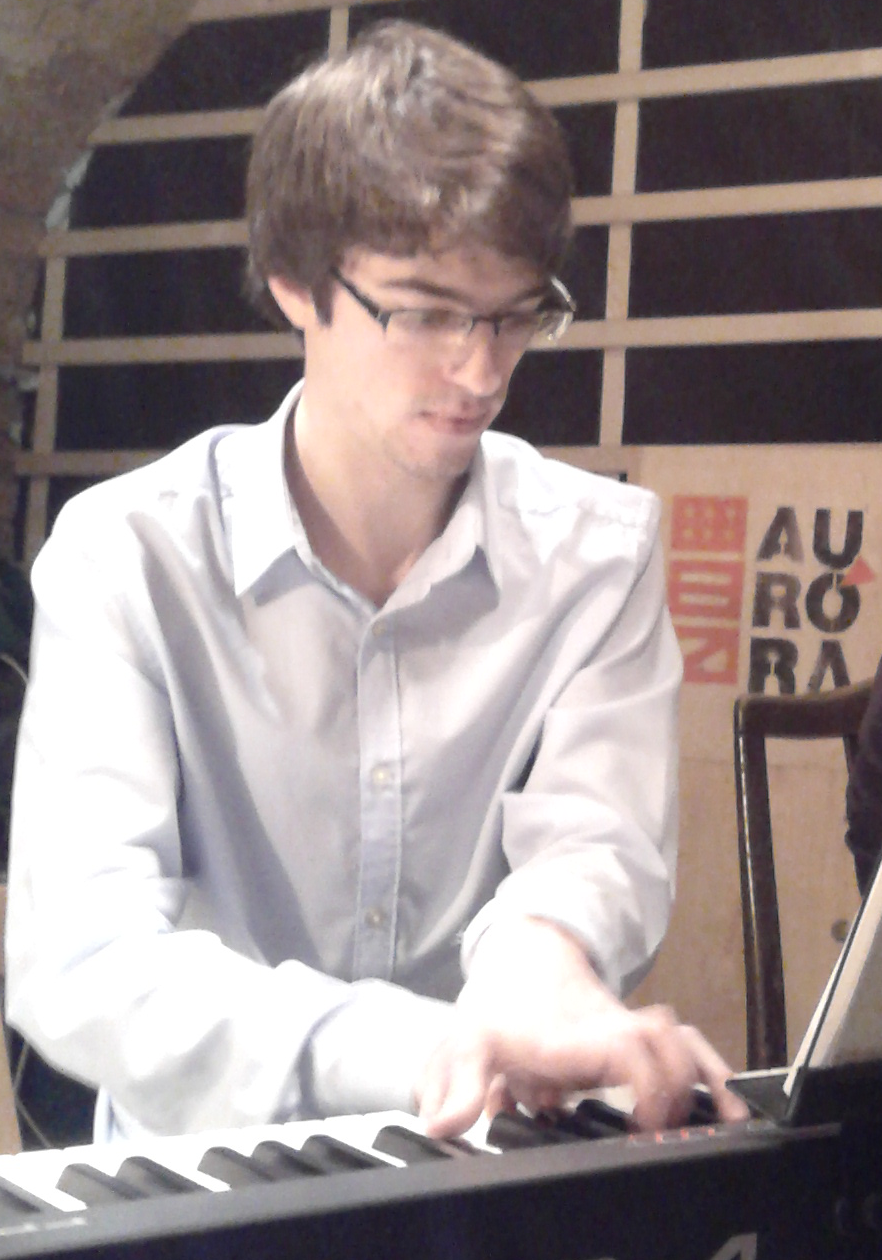
AurorArs - Emszt András saját művét adja elő
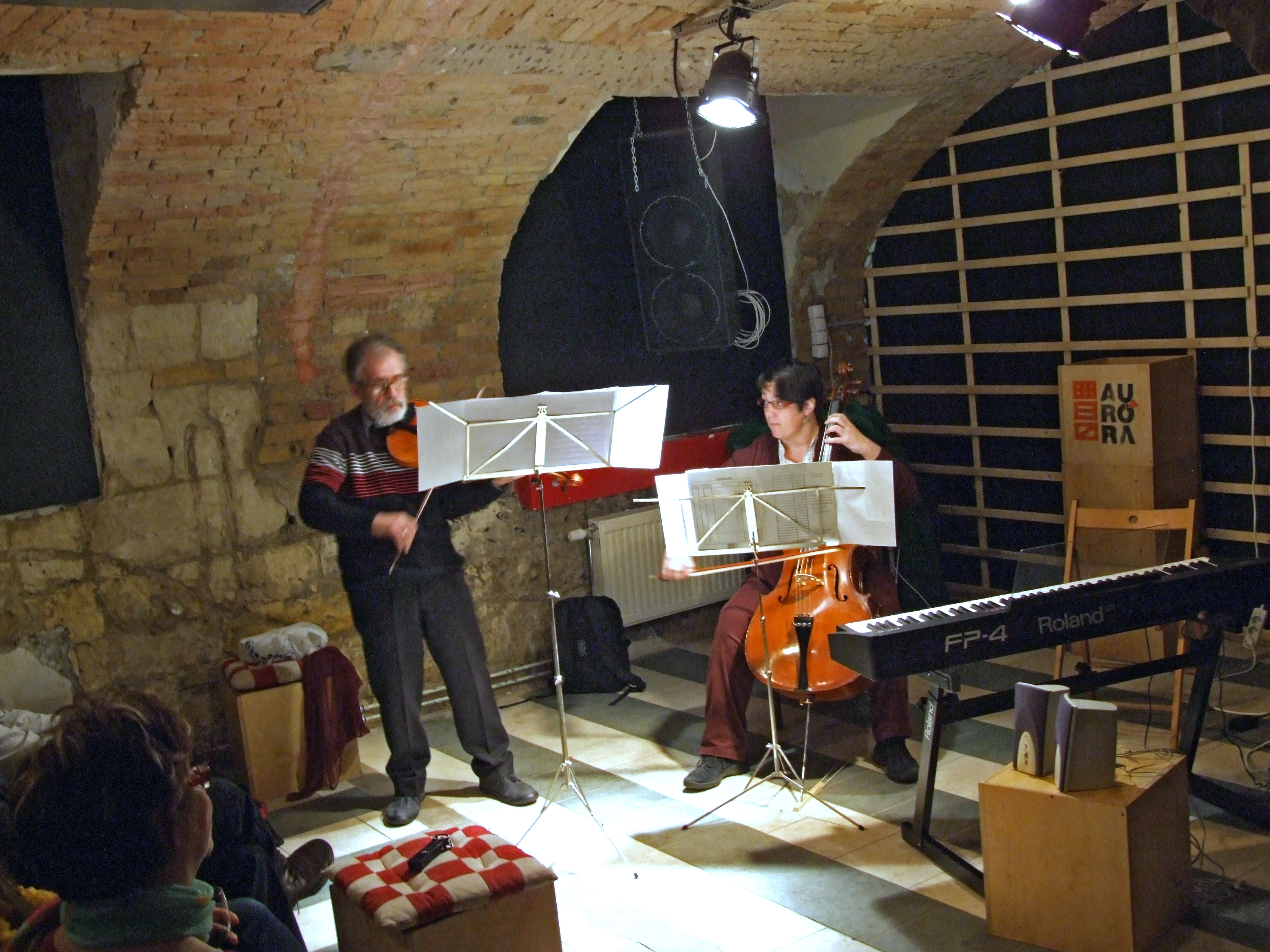
AurorArs - Bujdosó Márton művét Varga Ferenc és Kelenhegyi Eszter adja elő
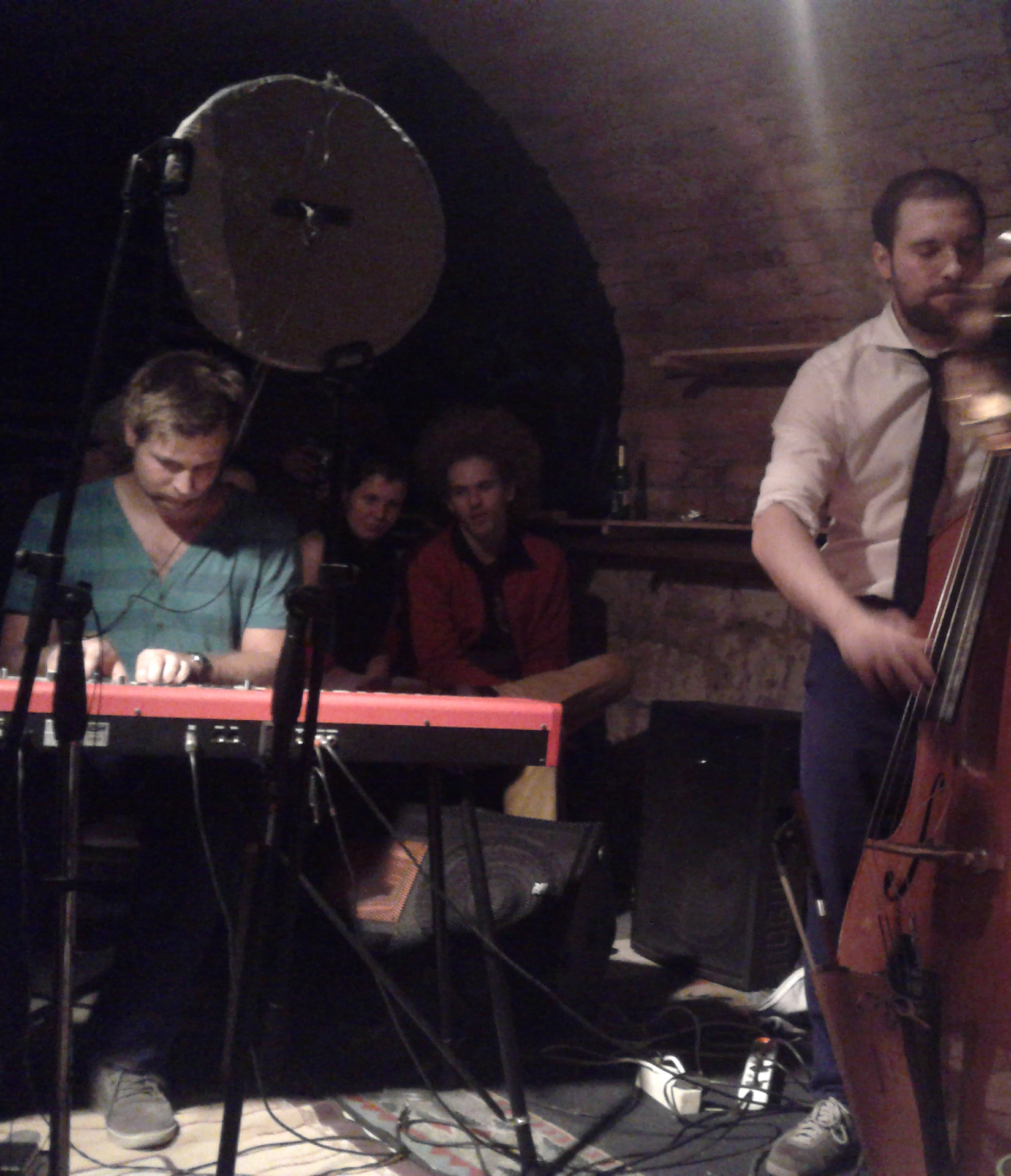
A Jazzaj sorozat 2015. februárjától az Aurórában Rubik Ernő szervezésében. Egy korai est a K+AMP fellépésével
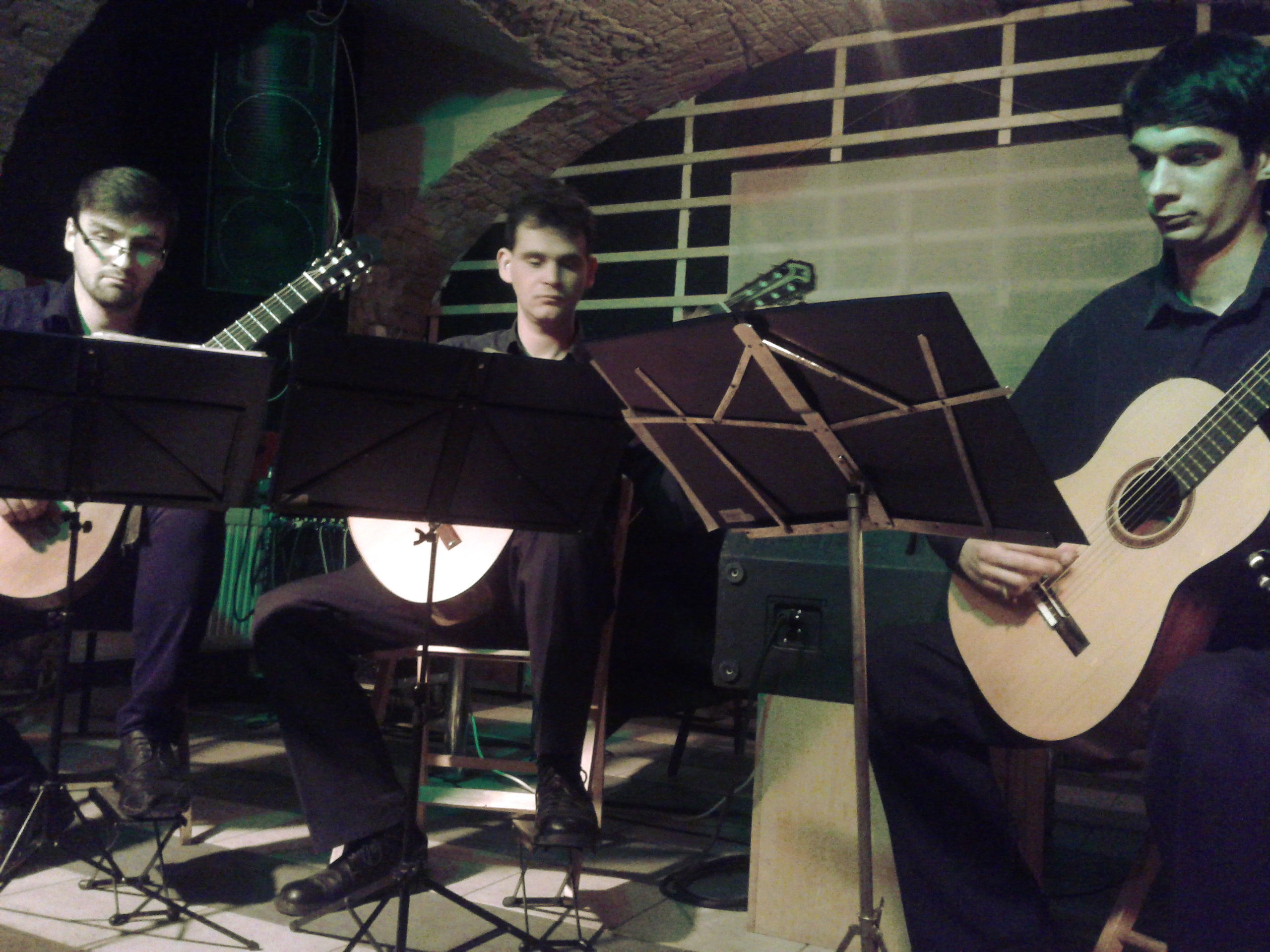
A SWAT Guitar Ensemble az Aurórában, Budapesten, 2015. február 23-án
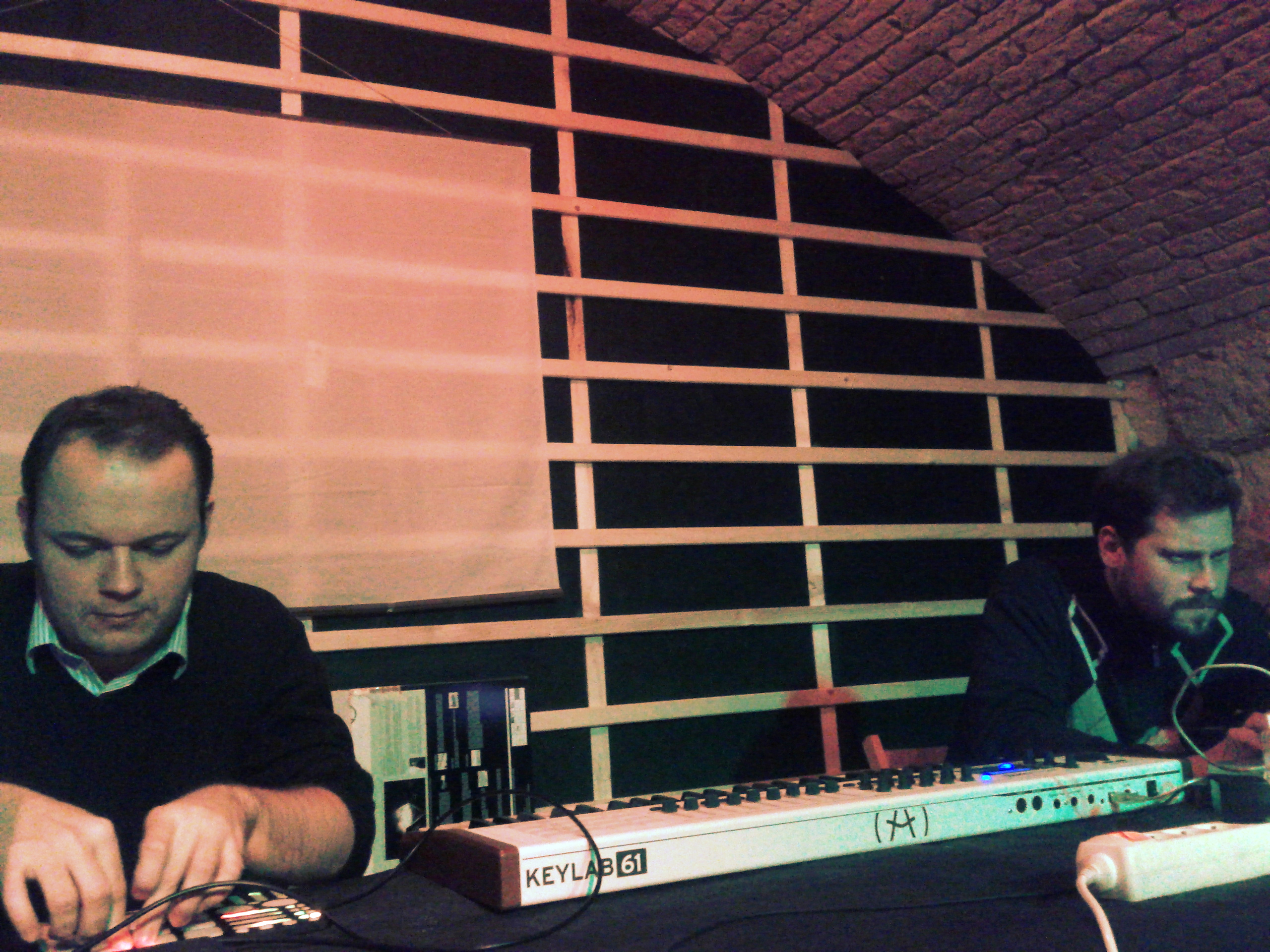
Baráth Bálint és Nagy Ákos a Netizeneszerzetek koncertsorozat vendégeiként az Aurórában
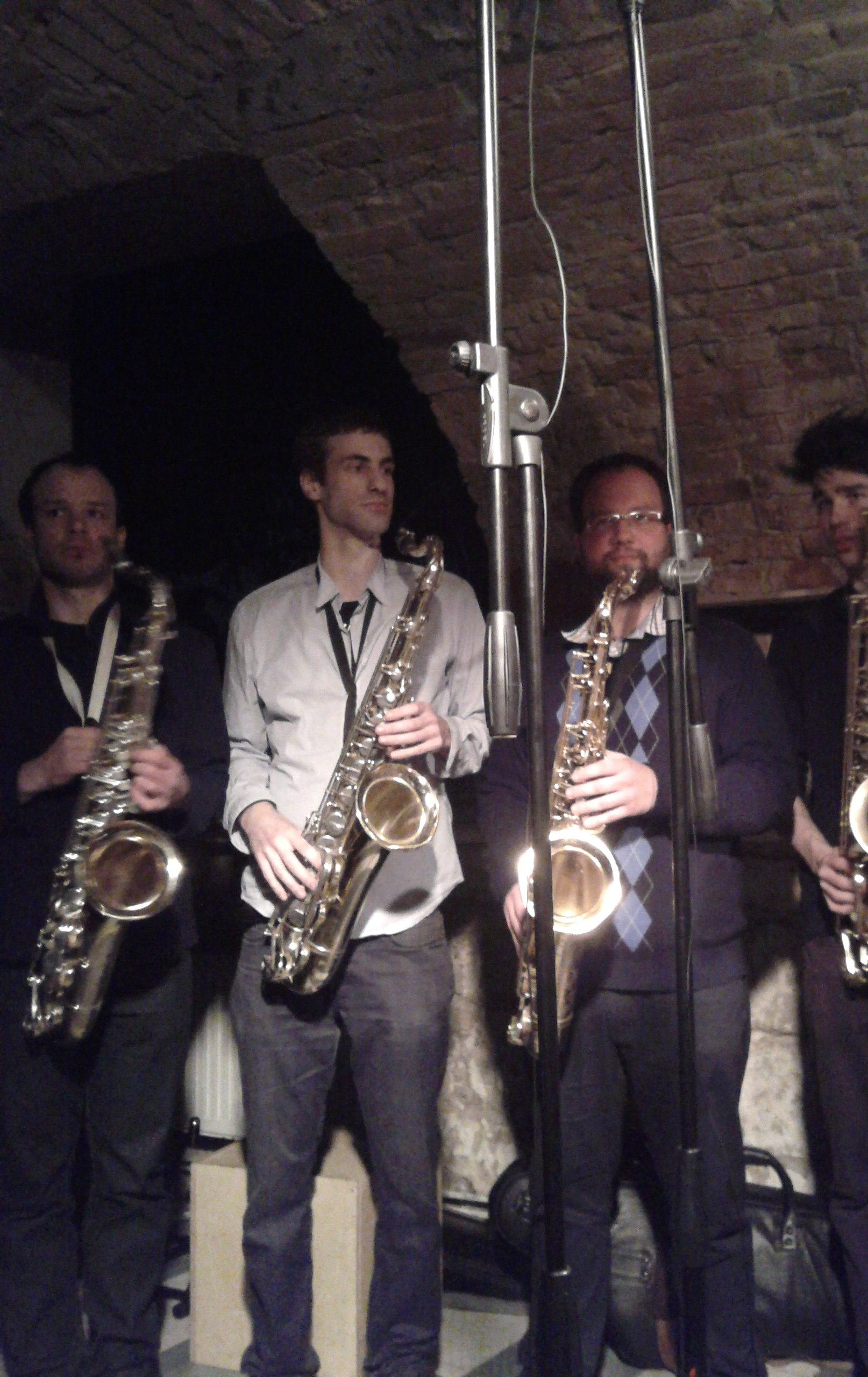
SAXXX: Ágoston Béla, Ávéd János, Dóra Attila, Kováts Gergő, Lukács Gábor, Meleg Tamás, Miro Tóth, Ördög Krisztián, Váczi Dani, Vázsonyi János, Vereb Szabi, Vidákovich Izsák, Weisz Gábor
- EXIT POLLoska, a Pneuma Szöv. színházi előadásának részlete
- A Transart Communication 2015 projekt performansza az Auróra kertszínpadán Kovács István előadásában
- Részlet Czap Gábor Shoji című színpadi performanszából
- A Persona kortárs táncművészeti előadás próbája az Aurórában Varga Krisztina és Makra Viktória előadásában
- A Hands Up Nauru az Aurórában 2015 októberében

## Külső hivatkozások
- Az Auróra honlapja
- Az Auróra Facebook oldala

## Kapcsolódó oldalak
- Magyar kultúra
- Szabad kultúra
- Magyar szabad művészek
- Zeneművészet
- Dzsessz
- Színházművészet